# Szlarnik pacyficzny
Szlarnik pacyficzny (Zosterops conspicillatus) – gatunek małego ptaka z rodziny szlarników (Zosteropidae). Klasyfikacja niejasna;  IOC wyróżnia dwa podgatunki – szlarnika pacyficznego, który zamieszkiwał wyspę Guam (ostatni raz widziany w 1983; wymarły) i szlarnika białokantarowego, który zamieszkuje trzy wyspy spośród północnych Marianów Północnych (bliski zagrożenia wyginięciem).

## Taksonomia

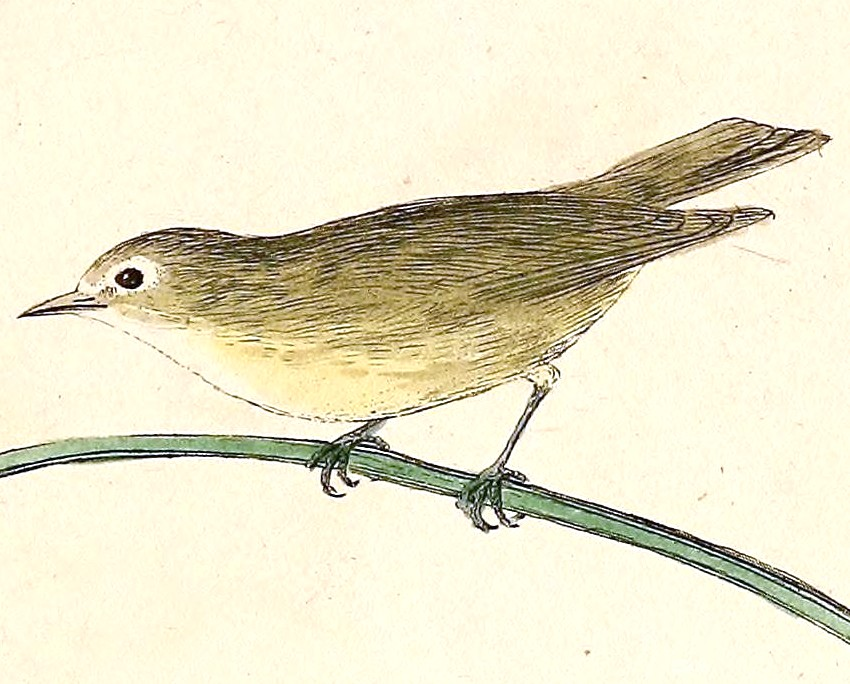
Fragment tablicy barwnej dołączonej do pierwszego opisu

Po raz pierwszy gatunek opisał Heinrich von Kittlitz w 1833 na podstawie holotypu z wyspy Guam. Nowemu gatunkowi nadał nazwę Dicæum conspicillatum. Obecnie (2021) Międzynarodowy Komitet Ornitologiczny umieszcza szlarnika pacyficznego w rodzaju Zosterops pod nazwą Z. conspicillatus. Wyróżnia dwa podgatunki: nominatywny (szlarnik pacyficzny) i Z. c. saypani (szlarnik białokantarowy), który został opisany po raz pierwszy przez Dubois w 1902 na podstawie holotypu z Saipanu. Klasyfikacja jest jednak sporna. Niektórzy uznają te dwa podgatunki za odrębne gatunki, są również odrębnie klasyfikowane przez IUCN. Badania mtDNA nie wykazały znaczącej różnicy między ptakami z Guamu a szlarnikami białokantarowymi; różnice w sekwencjach badanych par zasad wynosiły 0,6 ± 0,5%, co jest typowe dla ptaków wróblowych należących do jednego gatunku.

## Morfologia
Długość ciała wynosi około 10–12 cm, masa ciała 7,9–10,5 g. Wierzch ciała jest jaskrawy, oliwkowozielony, pokrywy uszne oliwkowe. Widoczna biała obrączka oczna. Spód ciała białożółty.

## Zasięg występowania
Wymarły szlarnik pacyficzny zamieszkiwał wyspę Guam. Szlarniki białokantarowe występują na trzech wyspach spośród Marianów Północnych: Saipan, Tinian i Aguijan.

## Ekologia i zachowanie
Szlarniki białokantarowe zamieszkują różnorodne środowiska – od lasów porastających wapienne skały po zarośla wtórne z krzewami i siedliska ludzkie. Są rzadsze na sawannach z trawami o ostrych źdźbłach. Często żerują w większych stadach w koronach drzew. Żywią się nasionami, owadami, owocami, gąsienicami. Zdają się konkurować o pokarm z większymi złotoszlarnikami (Cleptornis marchei).
Szlarniki pacyficzne, zamieszkujące Guam, występowały niemal we wszystkich środowiskach na wyspie. Żerowały w figowcach (Ficus) i drzewach Guettarda (marzanowate), zaroślach wtórnych, na obszarach trawiastych i zboczach; obserwowano je również na plażach i bagnach.

### Lęgi
Okres lęgowy szlarników białokantarowych trwa od stycznia do lutego oraz w sierpniu i październiku. Na Saipanie jego najintensywniejszy przebieg przypada na luty i marzec. Najczęściej gniazda zakładają w zaroślach Leucaena leucocephala. W przypadku szlarników pacyficznych odnotowano niewiele gniazd; według Harterta umieszczone były od 1 do 2 m nad ziemią. Jedno zbudowane było z delikatnych włókien roślinnych i korzonków.

## Status
IUCN klasyfikuje obydwa podgatunki jako odrębne gatunki. Szlarnik pacyficzny jest wymarły (EX, Extinct). Najbardziej prawdopodobną przyczyną jego wymarcia było przypadkowe wprowadzenie na wyspę węża Boiga irregularis; po tym liczebność populacji zaczęła gwałtownie spadać. Podczas badań w latach 1963–1968 szlarniki pacyficzne występowały już tylko na izolowanych obszarach, w latach 70. XX wieku jedynie w okolicach klifów i północnego płaskowyżu. W 1981 odnotowano 2200 osobników, zamieszkujących obszar odpowiadający zaledwie 2% pierwotnego zasięgu. Ostatnia obserwacja miała miejsce w czerwcu 1983, podgatunek uznano za wymarły. Szlarniki białokantarowe klasyfikowane są jako bliskie zagrożenia (NT, Near Threatened). Na Saipanie zagrożenie dla tych ptaków stanowią węże Boiga irregularis. Z 2007 pochodzi informacja o planowanych szkoleniach żołnierzy na Tinianie co, podobnie jak rozwój turystyki, stanowi potencjalne zagrożenie dla szlarników.